# Противоопухолевая аутовакцина
Противоопухолевая аутовакцина (ПАВ) — средство биотерапии (иммунотерапии) рака, метод модификации опухоль-ассоциированных антигенов. Является терапевтической противораковой вакциной. ПАВ готовится из собственного опухолевого материала больного и продуктов микробного синтеза Bacillus subtilis B-7025. Аутовакцина содержит практически все антигены, которые экспрессируются опухолью на момент операции.

Целью использования ПАВ является увеличение продолжительности и качества жизни больного раком в результате индивидуальной индукции длительной иммунной реакции.

## История разработки
Идея разработки противоопухолевого средства на основе собственных опухолевых клеток и веществ микробного синтеза принадлежит советскому ученому, микробиологу, экспериментальном онкологу Затуле Дмитрию Григорьевичу (1923-1987 гг.) Эффективность аутовакцины, в первую очередь, связана с адъювантом, который усиливает иммунный ответ организма. Современной ПАВ предшествует более 40 лет экспериментальных, доклинических и клинических исследований.

В 1950-х годах Затула Д. Г., вместе со своими коллегами по лаборатории биотерапии рака Киевского научно-исследовательского института эпидемиологии, микробиологии и паразитологии МЗ УССР исследовал влияние картофельной и сенной палочек на рост раковых клеток. В ходе этих исследований было выяснено, что продукты микробного синтеза имеют пагубное влияние на опухолевые клетки, однако и на нормальные клетки тоже.

В 1960-х годах был открыт штамм бактерий  Bacillus megaterium H  (назван в честь своего первого научного учителя Н. П. Мазуренко, где "Н" образначает имя Николай), которые выделяли специфические вещества, ускоряли рост опухолей у экспериментальных животных. Тем самым была заложена основа для новой в науке проблемы: наличие общих антигенов у микроорганизмов и тканей злокачественных опухолей. Интересно, что В. megaterium Н, хоть и стимулировала опухолевый рост, но сначала не была способна синтезировать противоопухолевые вещества. После 81 пересева на средах, в состав которых входила опухолевая ткань, культура бактерий приобрела способность лизировать опухолевые клетки, не касаясь клеток нормальных тканей. В результате таких особенностей, эта культура стала модельным микроорганизмом для отбора с естественных условий обитания микроорганизмов, способных продуцировать противоопухолевые вещества и убивать эту бактерию, и синтетических противоопухолевых веществ. При дальнейших исследованиях с помощью штамма  Васillus megaterium Н  была выделена культура-антагонист данных бактерий —  Васillus mesentericus АБ-56 . Исследования показали, что у этого микроорганизма были свойства противоопухолевого антибиотика.

В 1968 г. Д.Г. Затулу выбирают по конкурсу заведующим отделом природных противоопухолевых веществ в только созданный Институт микробиологии и вирусологии им. Д.К. Заболотного АН УССР. Здесь он продолжает свои исследования и в 1970 г. защищает докторскую диссертацию на тему: "Антигенное сходство  Bacillus megaterium H  с клетками злокачественных новообразований и использование этого явления в иммунологии опухолей". Несмотря на большую загруженность  Д.Г. Затулы, он много внимания уделял разработке противоопухолевой вакцины с использованием  Васillus mesentericus АБ-56. Ученый мечтал наладить производство активного противоопухолевого препарата на основе этого микроорганизма, изучал режимы его культивирования, питательные среды, чтобы обеспечивать максимальный выход препарата, способы его очистки и сохранения.

В 1973 г. Д.Г. Затулу избирают член-корреспондентом АН УССР, а в 1977 г. он вместе со всем своим отделом был переведён в Институт проблем онкологии АН УССР, которым руководил Р.Е. Кавецкий. Здесь противоопухолевая вакцина прошла клиническую апробацию. По распоряжению Президиума Учёного Совета МЗ СССР эта проверка прошла в Киевском рентген-радиологическом и онкологическом институте МЗ УССР и Всесоюзном онкологическом научном центре АМН УССР в Москве при лечении больных раком желудка III-IV стадии. Было доказано, что иммунизация больных со злокачественными опухолями желудка Противоопухолевой аутовакциной, изготовленной с аутологичной опухолевой ткани больного и продуктов жизнедеятельности  Васillus mesentericus АБ-56, вела к статистически значимому увеличению продолжительности жизни в сравнении с больными, которым было проведено хирургическое лечение либо хирургическое лечение в комбинации с химиотерапией.

Современная аутологическая вакцина, которая содержит продукт микробного синтеза  Bacillus subtilis B-7025 , была разработана учеником Затулы Д. Г.  Григорием Платоновичем Потебней  в Институте проблем онкологии АН УССР, где и были проведены ее экспериментальные и доклинические исследования. Клиническая апробация ПАВ проведена в отделениях ГУ «Национальный институт рака» МОЗ Украины, втором нейрохирургическом отделении КУ «Днепропетровская областная клиническая больница им. И.И. Мечникова», Николаевской городской больницы № 3 и Российском онкологическом научном центре АМН РФ (г. Москва) .

## Клинические исследования
Эффективность противоопухолевого действия ПАВ исследовали у больных с раком желудка, раком ободочной кишки, раком прямой кишки, раком молочной железы, раком легкого, раком почки и у больных со злокачественным опухолями головного мозга. Всего в клинических исследованиях приняли участие 2027 больных 

### Рак желудка
Эффективность противораковых вакцин, изготовленных из аутологичных опухолевых клеток и продуктов синтеза  B. subtilis B-7025  изучено на опытной группе больных (139 человек) с резектабельными раком желудка II-IV стадии заболевания (Т  1-4  N  0-2  М  0-1 ) в возрасте от 30 до 75 лет после радикальной операции, которым вводили вакцину. В контрольной группе (70 человек) больным раком желудка проведено только радикальную операцию. За основными факторами клинического прогноза группы были однородными.

У большинства больных в начале лечения фиксировали иммунодефицит различной степени, который усиливался после операции. Через месяц после вакцинации ПАВ содержание IgG увеличивался, а содержание IgM и IgA ― снижался, что свидетельствует о прекращении действия антигенного раздражителя, а также корректирущее действие вакцины. Также в результате действия вакцины происходила активация клеточного звена иммунитета больных: росло число клеток, которые обеспечивают неспецифический иммунитет (CD16), количество  Т-лимфоцитов нормализовалась, в том числе и их субпопуляции ― CD3, CD4, CD8. Нормализовалась продукция гамма-интерферона мононуклеарами (29,8 МЕ против 18,4 МЕ до операции, при норме 32,0 МЕ). Все эти данные в целом характеризует восстановление способности организма реагировать на антигенный раздражитель.

Анализ общей 3-летней выживаемости больных раком желудка показал, что применение аутовакцины повышает этот показатель в 1,7 раз (71,9 ± 3,8 и 42,9 ± 5,9 соответственно в основной и контрольной группах, р < 0,05). Зарегистрировано статистически достоверные различия между группами при Т  4  (57,7 ± 9,7  и 16,0 ± 9,5); N  1-3  (54,3 ± 6,5 и 23,1 ± 6,7); эндофитном и смешанном типах роста опухоли (72,4 ± 5,9 и 38,7 ± 8,7); субтотальной резекции желудка (74,6 ± 5,3 и 38,8 ± 8,1). В целом, наибольший эффект от применения ПАВ наблюдали при опухолях, соответствующие показателю Т  3  с поражением регионарных лимфатических узлов (Т  1-3  N  1-2  M  0 ) .

### Колоректальный рак
Эффективность применения ПАВ изучали на 220 больных раком ободочной кишки и 512 ― раком прямой кишки после радикального оперативного вмешательства. Вакцинацию в послеоперационном периоде проведено 57 больным раком ободочной кишки и 132 ― раком прямой кишки, другим пациентам проводили только радикальную операцию.

Результаты применения ПАВ при комбинированном лечении пациентов с колоректальным раком показали повышение показателей 5-летней выживаемости больных. При стадии опухолевого процесса Т  3-4  N  0  М  0  у вакцинированных пациентов с аденокарциномой ободочной кишки, по сравнению с больными, которым проведено только оперативное лечения, общая выживаемость составляет, соответственно, 88,37 % и 74,44 %, а безрецидивная 79,67 % и 63,91 % (p < 0,05).
При метастазах в региональные лимфатические узлы (Т  3-4  N  0  М  0 ) общая выживаемость увеличивалась на 28,6 %. У больных раком прямой кишки показатели общей выживаемости увеличивались на 15,0 % (p < 0,05), безрецидивной ― на 15,3 % (p <0,05).

Как и в случае исследования противоопухолевого действия ПАВ на рак желудка, аутовакцинотерапия больных колоректальным раком способствовала нормализации показателей клеточного и гуморального иммунитета, в частности популяции Т-активированных (CD3 + DR +), В-активированных лимфоцитов (CD3-DR +) Т-хелперов (CD4), В-лимфоцитов (CD19), содержания α-интерферона .

### Рак молочной железы
Исследование противоопухолевого действия ПАВ проведения на 509 больных раком молочной железы на ПА, II Б и III Б стадии заболевания. Больные после радикальной операции были разделены на две группы: в первой получали ПАВ (n = 245), во второй ― адъювантной химиотерапии (n = 261) по стандартной схеме.

В группе пациенток, проходивших аутовакцинотерапию выявлено уменьшение случаев миелосупрессии, усиление функциональной активности лимфоцитов и общее улучшение иммунологических показателей: стимуляция формирования Т-клеточного иммунитета, нормализация соотношения  Т-хелперов и  Т супрессоров, повышение уровня  α-интерферона, снижение блокирующих факторов в сыворотке крови.

Анализ результатов 5-летней выживаемости больных раком молочной железы показали, что применение ПАВ увеличивает выживаемость больных на 17 %, улучшает качество жизни пациенток. Эти результаты свидетельствуют о том, что использование ПАВ в адъювантной режиме не менее эффективно, чем лечение  полихимиотерапией ( доксорубицином, метатрексатом  флуорурацилом,  циклофосфамидом) 

### Рак легкого
В клиническом исследовании эффективности противоопухолевого действия ПАВ участвовали 434 больных раком легкого IIIА стадии заболевания. Пациенты были разделены на две группы: 52 человека, которым было проведено радикальную операцию и ПАВ; контрольную группу составили 382 больных, которым провели только оперативное вмешательство. В 37,04 % больных выявлены метастазы в лимфатических узлах.

В процессе лечения определяли иммунологические показатели: количество Т-лимфоцитов ― до операции 20,7 ± 2,4 %, а после вакцинации 38,9 ± 1,9 % (норма 40,4 ± 2,1 %). Пролиферативная активность лимфоидных клеток с фитогемаглютинином ― до операции 43,1 ± 2,5 %, а после вакцинации ― 65,5 ± 4,3 % (норма 70,1 ± 3,65 %). Уровень иммуноглобулинов в сыворотке крови: IgA до операции ― 2,6 ± 0,05 мг/л, а после вакцинации ― 1,7 ± 0,2 мг/л, (норма ― 1,58 ± 0,08 мг/л) IgM до операции ― 1,2 ± 0,07 мг/л, после вакцинации ― 0,92 ± 0,03 мг/л, (норма ― 0,85 ± 0,06 мг/л).

Показатели общей 5-летней выживаемости у вакцинированных больных превышали соответствующие показатели в контрольной группе. Так, медиана выживаемости больных раком легкого с IIIA стадией заболевания при введении ПАВ увеличивалась в 3 раза (37,9 ± 2,7 и 12,7 ± 1,3 мес, р < 0,05), а показатель 5-летней общей выживаемости выросла на 30,0 % (39,81 % и 10,61 % (р <0,05). Выживаемость больных при введении ПАВ увеличивалась как при плоскоклеточном, так и неплоскоклиточном раке легкого.

Таким образом, комплексное лечение больных раком легкого с IIIA стадией заболевания при применении ПАВ повышает выживаемость, нормализирует иммунологические показатели и улучшает качество жизни пациентов .

### Рак почки
Противоопухолевое действие ПАВ исследовали в послеоперационном периоде у 28 больных раком почки III-IV стадий. Показатели 1-летней и 3-летней выживаемости в этой группе больных сравнивали с такими, которые в послеоперационном периоде проходили другие методы терапии: лучевую, иммунохимиотерапию, экстракорпоральной детоксикации и исключительно симптоматическую терапию.

Анализ данных, полученных после клинических исследований обнаружили, что использование ПАВ в послеоперационный период улучшает отдаленные результаты и повышает качество жизни больных. Было установлено, что летальность больных с местнораспространённым и метастатическим формами рака почки в течение первого года после оперативного вмешательства и прохождения лечения является наибольшей. Смертность в группах пациентов, получавших лучевую терапию составила 26,1 ± 8,6 %, и 29,4 ± 6,3 % ― в группе больных, получавших симптоматическую терапию. Использование ПАВ повышало годовую выживаемость пациентов с раком почки в среднем на 30 % (р < 0,05): летальность среди вакцинированных больных составила 7,1 ± 4,8 %.

Отдаленные результаты 3-летней выживаемости показали достоверную разницу среди вакцинированных пациентов и тех, кто проходил классическую терапию. Показатель общей 3-летней выживаемости у больных, получавших ПАВ составлял 93 ± 4,8 %, у больных, которым в послеоперационном периоде проводили экстракорпоральной детоксикации― 66,7 ± 11,1 %, лучевую или симптоматическую терапию ― 62 7 ± 6,7 % и иммунохимиотерапии ― 76,5 ± 5,9 %  

### Злокачественные опухоли головного мозга
Исследование противоопухолевого воздействия ПАВ относительно злокачественных опухолей головного мозга (ЗОГМ) проводили на 185 больных. После хирургического вмешательства пациенты были разделены на две группы: контрольная группа (140 человек) получала лечение традиционными методами и исспытуемая группа (45 человек) проходила курс аутовакцинотерапии.

Результаты клинических исследований показали, что проведение вакцинотерапии больным с ЗОГМ повышают общую выживаемость больных. При этом средняя продолжительность жизни пациентов, проходивших курс аутовакцинотерапии составляла 16,67 ± 1,72 мес., в то время, как традиционные методы лечения обеспечивали среднюю жизнь таким больным в 6,36 ± 0,23 мес. (р < 0,001).

Наряду с применением ПАВ у больных ЗОГМ нормализовались иммунологические показатели: достоверно увеличивалось содержание лейкоцитов, лимфоцитов (Т-лимфоцитов и их субпопуляций), натуральных киллерних клеток; нормализовалось соотношение CD4 + / CD8 +; улучшалось функциональное состояние нейтрофильных лейкоцитов. У вакцинированных пациентов практически отсутствовал дефицит Т-лимфоцитов, нормализовалась концентрация иммуноглобулинов и одновременно снижался уровень циркулирующих иммунных комплексов  

## Стратегия противоопухолевой вакцинации
Вакцины в онкологии ― это биологические препараты для активной иммунопрофилактики и иммунотерапии злокачественных новообразований, содержащие опухолевые антигены, на введение которых иммунная система отвечает каскадом реакций и приводит к целенаправленном лизису опухолевых клеток .

Основную стратегию конструирования противоопухолевых вакцин можно рассматривать как проявление мишеней иммунного ответа (специфических опухолевых антигенов), создание иммуногенных форм и условий для распознавания таких антигенов, а также индукцию пролиферации и повышение активности сенсибилизированных иммунокомпетентных клеток. Теоретически противораковая вакцинотерапия является нетоксичной, способной индуцировать специфический иммунный ответ как против первичной опухоли, так и против метастазов.

Самый ответственный этап создания противоопухолевой вакцины заключается в подборе  антигенов, которые способны стимулировать противоопухолевые иммунные реакции. Несмотря на существенный прогресс в сфере опухоль-ассоциированных антигенов, использование их для конструирования противоопухолевых вакцин связано с некоторыми трудностями. Значительное количество опухоль-ассоциированных антигенов являются слабыми антигенами, они оказываются на определенных этапах дифференцировки нормальных клеток в пренатальном и постнатальном онтогенезе, поэтому к большинству из этих антигенов организм толерантен. Трудности также связаны со способами индукции специфической иммунной реакции на опухолевую клетку, особенно учитывая вариабельность биологических свойств опухоли (наличие клонов с различным потенциалом роста и степени дифференцировки), что часто сопровождается изменением экспрессии опухоль-ассоциированных антигенов на каждом этапе опухолевого процесса.

На сегодня известно более 100 белков, которые являются кандидатами для создания на их основе опухолевой вакцины, их количество постоянно растет. Достижения молекулярной биологии и генной инженерии позволили получать высокоочищенные опухоль-ассоциированные антигены в препаративных количествах, способствоволо новому толчку в развитии конструирования опухолевых вакцин.
Противоопухолевые вакцины для широкого клинического применения в идеальном случае должны быть безопасными, эффективными против широкого спектра опухолей одного гистологического типа, достаточно действенными, чтобы можно было ограничиться небольшим количеством иммунизаций, иметь стабильные свойства, давать воспроизводимые результаты, быть простыми в использовании.

Показано, что опухоль-ассоциированные антигены могут быть связаны с целыми или лизированными опухолевыми клетками и могут быть получены в частично или полностью очищенном виде, поэтому противоопухолевые вакцины можно разделить на две основные группы:

1. Вакцины на основе целых или лизированных аутологичных или аллогенных опухолевых клеток, модифицированных различными способами  in vitro  или  in vivo . К этой группе вакцин принадлежит ПАВ.

2. Вакцины на основе генетически идентифицированных опухолевых антигенов. Это рекомбинантные или синтетические вакцины на основе пептидов, белков теплового шока, ДНК-вакцины (плазмиды), рекомбинантные вирусы и бактерии.

## Механизм действия
ПАВ стимулирует активность механизмов противоопухолевого иммунитета: повышается активность  натуральных киллеров, специфических  Т-лимфоцитов, увеличивается уровень комплементзависимых цитотоксических антител, отмечается общая активизация иммунной системы - повышение пролиферативного индекса центральных ( тимус) и периферических ( лимфоузлы, селезенка) органов иммунитета, указывает на вовлечение в иммунный процесс мононуклеарных фагоцитов ( дентдритних клеток) с последующей стимуляцией лимфоидной ткани.

## Показания к применению
Вакцина рекомендована без возрастных ограничений пациентам с онкологическими заболеваниями I-III стадий после оперативного удаления опухоли. ПАВ применяется как самостоятельное восстановительное средство иммунитета, так и для иммунологической коррекции после химио- и лучевой терапии.

Вакцина осуществляет противоопухолевый эффект, улучшает выносливость жестких курсов  химио- и  лучевой терапии, предотвращает развитие цитопеничних состояний. Показана при функциональных иммунодефицитах, угнетении фагоцитарной и цитолитической функции клеток-эффекторов противоопухолевого иммунитета.

## Побочные эффекты
Повышение температуры тела до 37,5-37,8 ° С.

 Боль в месте введения вакцины.

 Аллергических реакций не выявлено.

## Противопоказания
Терминальные неоперабельные стадии опухолевой болезни,  флебиты, выраженные формы  лейко- и  лимфопении.